# 永井直与
永井 直与（ながい なおとも）は、摂津高槻藩の第10代藩主。

## 略歴
天明5年（1785年）4月27日、第9代藩主永井直進の長男として生まれる。寛政12年（1800年）12月16日、従五位下左京亮に叙任する。後に飛騨守に改める。文化6年（1809年）8月23日、直進の隠居により家督を相続する。
幕領5万900石を預かる。文政5年（1822年）3月18日、京都火消役を命じられる。天保9年（1838年）4月7日、京都火消役を命じられる。天保13年（1842年）11月18日、隠居して次男の直輝に家督を譲る。弘化3年（1846年）7月7日に死去した。享年62。
藩財政再建のため、藩政改革を行い、農業技術の向上や菜種生産の増加、藩校創設による教育の普及などを行うが、村方騒動が起こって失敗した。